# Jelly d'Arányi
Jelly d'Arányi   (Budapest, 30 de maig de 1895 - Florència, 30 de març de 1966) va ser una violinista hongaresa de renom internacional, coneguda pel seu virtuosisme i la seva influència en la música clàssica del segle xx. Fou una de les intèrprets més importants de primera meitat del segle xx, admirada tant per la seva tècnica com per la seva capacitat de commoure a través de les seves interpretacions. A més de destacar com a violinista, la seva vida va estar marcada per la estreta relació que tingué amb grans compositors del moment. Aquest és el cas de Béla Bartók o Maurice Ravel.

## Primers anys i educació (1893-1909)
Jelly d'Arányi va néixer en el si d'una família benestant i rellevant dins del món musical. El seu tiet, el famós violinista Joseph Joachim, va tenir una gran influència en la seva educació instrumentística. Jelly va començar a estudiar el violí a una edat primerenca amb Wilhelm Grünfeld (concertino de l’orquestra de l’Opera de Budapest, 1855-1921) i, més tard, es formà a la Reial Acadèmia de Música de Budapest sota la tutela de Jeno Hubay, gran pedagog del moment. Tant Jelly d'Arányi com la seva germana Adila d'Arányi, també violinista, dominaren l'estil interpretatiu “zíngar”. L'any 1909 va debutar a Viena on, gràcies al seu talent excepcional, inicià la seva carrera de concerts per tot Europa consolidant-se com una de les violinistes més virtuoses del moment.

## Carrera professional (1909 - final de la seva vida)
Jelly va mantenir una relació propera amb Béla Bartók, qui li va dedicar les seves sonates per a violí i piano, obres que junts, amb el compositor al piano, van estrenar a Londres el 1922 i el 1923. També Maurice Ravel va compondre per a ella la seva famosa Tzigane. Aquesta peça, va ser interpretada en nombroses ocasions per Jelly d’Arányi consolidant així la seva fama. A més, va col·laborar amb músics de la talla de Pau Casals i Frederik S. Kelly en un prestigiós trio, i va formar un grup de cambra amb el violoncel·lista català Gaspar Cassadó i la pianista britànica Myra Hess. La seva interpretació del Trio núm. 1 de Brahms continua sent recordada gràcies a l'enregistrament que duegueren a terme i que es conserva.
Al llarg de la seva carrera, d’Arányi també va ser admirada per Vaughan Williams que li va dedicar el seu Concerto Académico. Més endavant, juntament amb la seva germana Adila Fachiri, van estrenar el Concert per a dos violins de Gustav Holst a Londres. Talment, va fundar un quartet de corda que portava el seu nom amb el que van aconseguir gran reconeixement en l’àmbit de la música de cambra.

## Descobriment de concert per a violí en re menor, WoO 23 (19o7 - 1956)
En morir Joachim, l’any 1907, va deixar estipulat en el seu testament que una de les obres, de les quals havia estat destinatari, no es podia interpretar ni publicar fins haver passat 100 anys de la mort de Robert Schumann. Aquest fet, prohibia la interpretació de la peça fins l’any 1956. Anys més tard, el fill del violinista va vendre el manuscrit de l’obra a la Biblioteca Estatal de Prússia a Berlín.
Al març de 1933, durant una sessió espiritista a Londres, on eren present les germanes violinistes Jelly D'Arányi i Adila Fachiri, una veu va afirmar ser l'esperit de Robert Schumann i va instar a Jelly D'Arányi a recuperar una obra inèdita seva, de la qual ella no tenia coneixement, per a interpretar-la. Aquesta obra era el concert per a violí i orquestra en re menor. Posteriorment, en un segon missatge, aquesta vegada atribuït a l'esperit de Joachim, les va dirigir cap a la Biblioteca Estatal de Prussia on afirmava que es trobava la partitura.
Van passar quatre anys sense novetats fins que, el 1937, l'editorial musical Schott Music de Mainz va enviar una còpia de la partitura a Yehudi Menuhin per demanar la seva opinió. Menuhin va interpretar l'obra juntament amb Hephzibah Menuhin i, al juliol d'aquell mateix any, va comunicar al director Vladimir Golschmann que la peça representava l'enllaç perdut en la literatura per a violí entre Beethoven i Brahms. Menuhin va anunciar que faria l'estrena mundial a San Francisco el 3 d'octubre, però els seus plans es van veure interromputs per la intervenció de Jelly D'Arányi que va reclamar el dret d'estrena basant-se en els missatges rebuts durant les sessions espiritistes.
Tot això va resultar inútil, ja que els drets d'autor mundials de l'obra pertanyien a Alemanya, i el govern alemany va insistir que l'estrena mundial fos a càrrec d'un alemany. Georg Kulenkampff va treballar detalladament la partitura per fer-la executable, en col·laboració amb Georg Schünemann i Paul Hindemith, que va preparar la reducció per a violí i piano, tot i que les seves pròpies composicions estaven prohibides a Alemanya. Finalment, l'estrena va tenir lloc el 26 de novembre de 1937 davant les autoritats nazis Robert Ley i Joseph Goebbels, amb Georg Kulenkampff com a solista acompanyat per la Filharmònica de Berlín sota la direcció de Karl Böhm. Poc després, es va gravar aquesta primera interpretació. Allò que durant dècades s'havia considerat un fracàs, per raons polítiques es va començar a anunciar com una obra mestra, fins i tot com a substitut del popular *Concert per a violí* de Mendelssohn, la interpretació del qual estava prohibida a causa de les arrels jueves del compositor.
Yehudi Menuhin, que com a jueu rus-estatunidenc no va ser autoritzat per estrenar l'obra a Alemanya, va oferir la segona interpretació en la versió per a violí i piano juntament amb Ferguson Webster al Carnegie Hall de Nova York el 6 de desembre de 1937. Posteriorment, la va interpretar de nou amb l'Orquestra Simfònica de Saint Louis sota la batuta de Golschmann el 23 de desembre.
Per la seva banda, Jelly D'Aranyi va presentar la primera interpretació al Regne Unit, a la sala de concerts Queen's Hall de Londres, amb l'acompanyament de l'Orquestra Simfònica de la BBC.

## Llista d'obres dedicades
Al llarg de la seva carrera, Jelly d'Arányi, va ser destinatària de diverses obres degut a la seva destresa interpretativa:
- Béla Bartók: Primera Sonata per a violí i piano (1921), especialment composta per a ella.
- ⁠Maurice Ravel: Tzigane, una rapsòdia per a violí i orquestra que es va convertir en una de les seves peces emblemàtiques.
- Ralph Vaughan Williams: Concert acadèmic (1928).
- Gustav Holst: Concert per a dos violins, que Jelly d'Arányi va estrenar al costat de la seva germana Adila a Londres.[1]